# Cultura de Körös

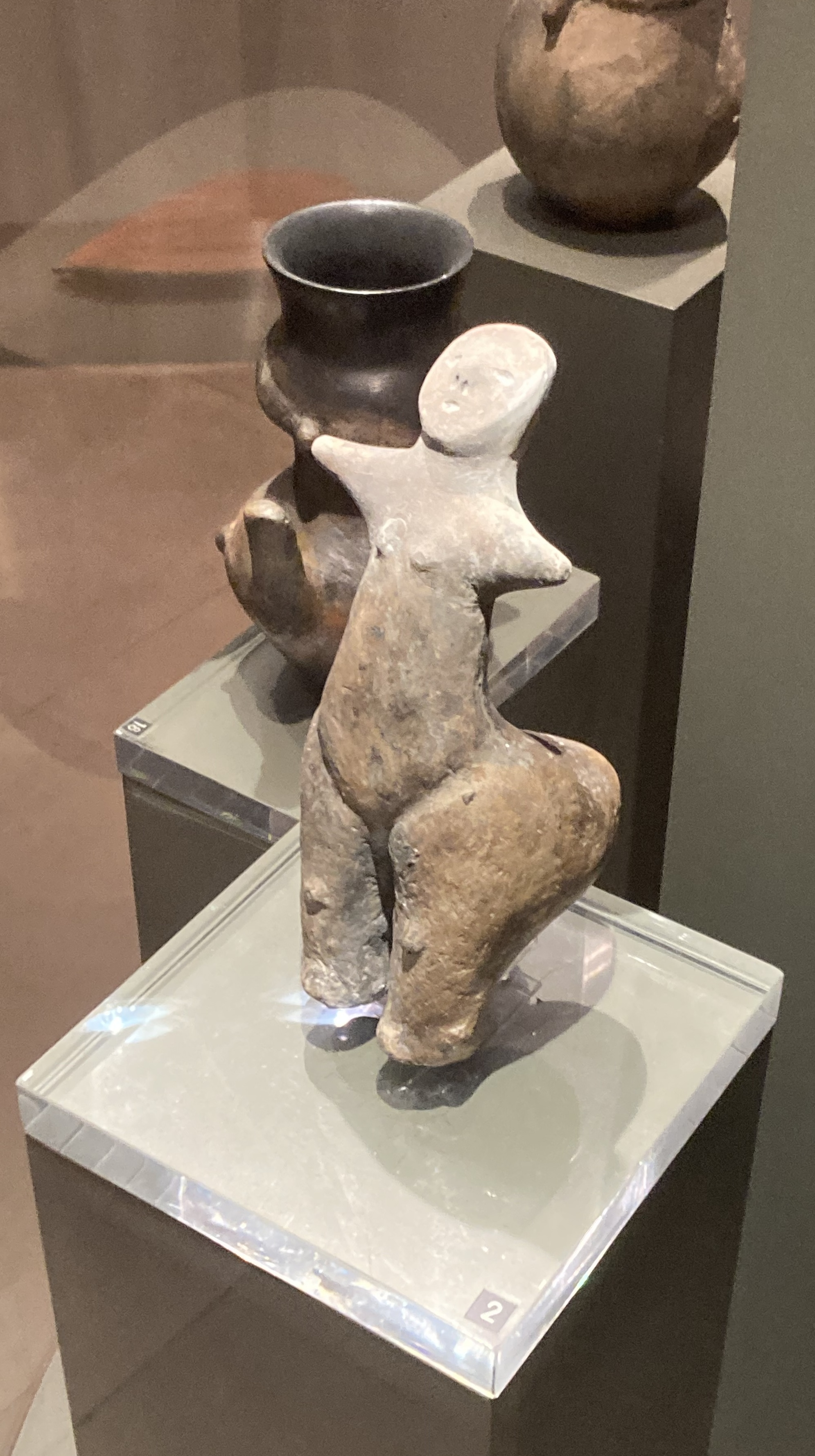
Figura de Venus neolítica, producida por la cultura Körös/Criş. Encontrado en Méhtelek, Hungría

La cultura Körös o cultura Criș es una cultura arqueológica neolítica de Europa central que recibió su nombre del río Río Criș (Körös en húngaro) en el este |de Hungría. El mismo río tiene el nombre Criș en Rumania, de ahí el nombre de cultura Criş. Las 2 variantes del nombre del río se utilizan para la misma cultura arqueológica en las 2 regiones. La cultura Criș sobrevivió desde aproximadamente el 5800 al 5300 a. C. Está relacionada con la cultura vecina Starčevo y está incluida dentro de un grupo más grande conocido como cultura de Starčevo-Körös-Criş.
Durante la expansión del neolítico, desde Oriente Próximo hacia la Europa occidental, la cultura de Körös sirve como enlace para la transmisión de técnicas y especies vegetales y animales, por vía terrestre hacia la Europa central y Atlántica. 

## Genética
En un estudio genético de 2017 publicado en Nature, se analizaron los restos de seis individuos atribuidos a la cultura Körös. De las dos muestras de ADN-Y extraídas, una pertenecía a I2a2 y la otra a G. De las seis muestras de ADNmt extraídas, cinco eran subclados de K1 y una era una muestra de H.  